# Atletas Paralímpicos Independientes en los Juegos Paralímpicos de Río de Janeiro 2016
El equipo de los Atletas Paralímpicos Independientes estuvo representado en los Juegos Paralímpicos de Río de Janeiro 2016 por dos deportistas masculinos, uno de Siria y otro de Irán. El equipo paralímpico no obtuvo ninguna medalla en estos Juegos.